# عملية ميناء الحلفاء

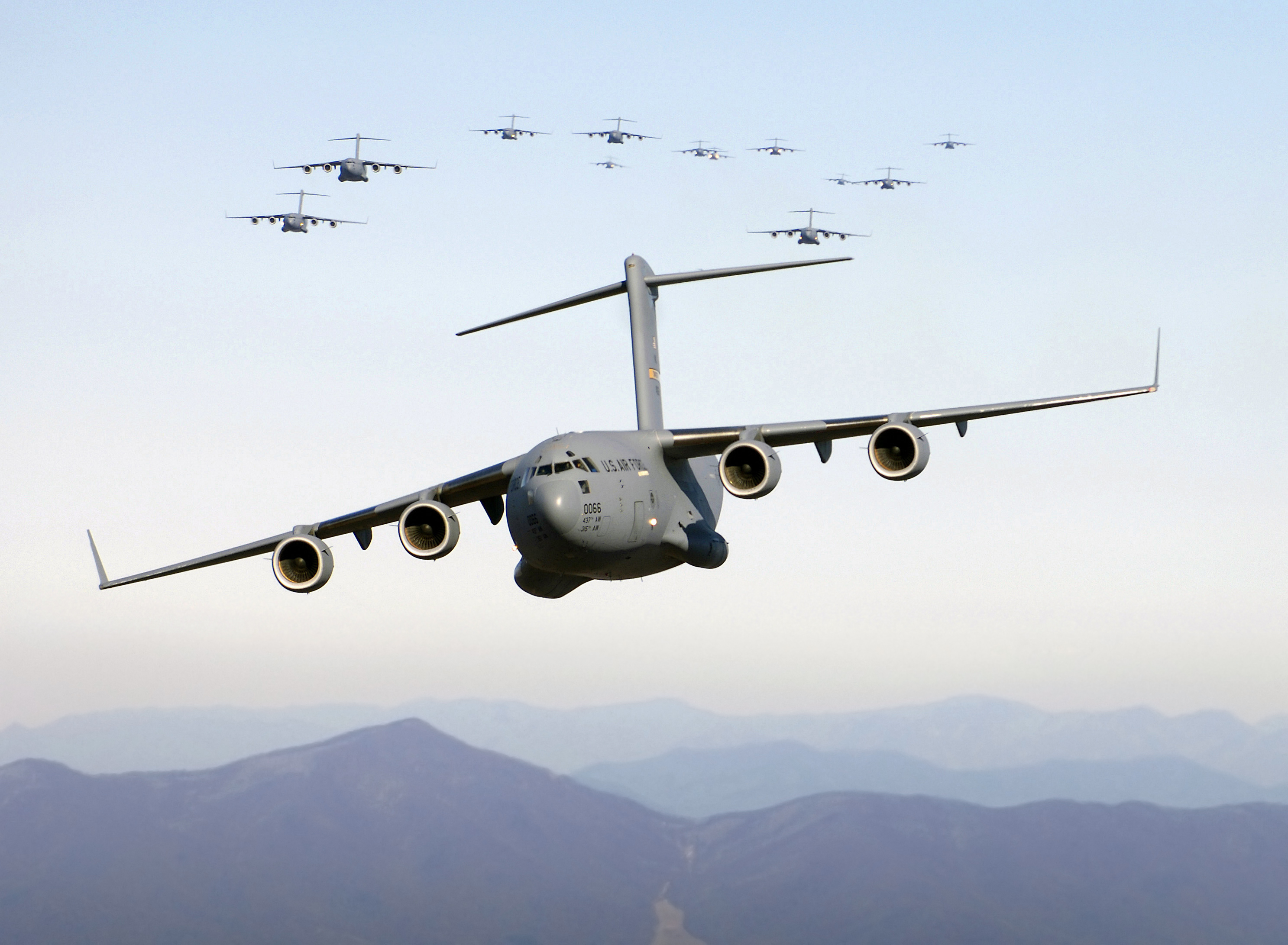
\ثلاث عشرة طائرة من طراز C-17 Globemaster III تحلق فوق جبال بلو ريدج في فرجينيا خلال تدريب تكتيكي منخفض المستوى في 20 ديسمبر 2005. تم تعيين طائرات C-17 هذه في جناحي النقل الجوي 437 و315 في قاعدة تشارلستون الجوية، ساوث كارولينا

عملية ميناء الحلفاء (بالإنجليزية: Operation Allied Harbor) كانت أول عملية إنسانية لحلف الناتو. في حالة أزمة كوسوفو، بحلول نهاية مارس / آذار 1999، لم تتمكن الوكالات من التعامل مع التدفق الهائل للاجئين إلى ألبانيا.  في غضون أسبوعين، وصل أكثر من 200,000 لاجئ من كوسوفو وكان الناتو المنظمة الوحيدة القادرة على تلبية الاحتياجات المتزايدة بسرعة. تم نشر قوة القيادة الأوروبية المتنقلة (البرية) في غضون خمسة أيام. استعد الأفراد العسكريون والموظفون للعمل في غضون أربع وعشرين ساعة من الوصول، وفي غضون أسابيع قليلة، للعمل بشكل وثيق مع القطاع المدني والحكومة الألبانية. وبحلول 15 حزيران / يونيو 1999، كان هناك 479,223 لاجئاً في البلد. لكن توفير الناتو للدعم الطبي والهندسي والنقل والأمن والعاملين منع سلوبودان ميلوسيفيتش من زعزعة استقرار ألبانيا وأثبت أنه فعال في دعم اللاجئين وفي عودتهم النهائية إلى كوسوفو.

## روابط خارجية
- "Operation Allied Harbour". Allied Joint Force Command Naples. مؤرشف من الأصل في 2015-06-28.